# Allen (Northern Samar)
Allen is een gemeente in de Filipijnse provincie Northern Samar op het eiland Samar. Bij de laatste census in 2007 had de gemeente ruim 22 duizend inwoners.

## Geografie

### Bestuurlijke indeling
Allen is onderverdeeld in de volgende 20 barangays:
| - Alejandro Village - Bonifacio - Cabacungan - Calarayan - Frederic - Guin-arawayan - Imelda - Jubasan - Kinabranan Zone I - Kinabranan Zone II | - Kinaguitman - Lagundi - Lipata - Lo-oc - Londres - Sabang Zone I - Sabang Zone II - Santa Rita - Tasvilla - Victoria |

## Demografie
Allen had bij de census van 2007 een inwoneraantal van 22.334 mensen. Dit zijn 2.268 mensen (11,3%) meer dan bij de vorige census van 2000. De gemiddelde jaarlijkse groei komt daarmee uit op 1,49%, hetgeen lager is dan het landelijk jaarlijks gemiddelde over deze periode (2,04%). Vergeleken met de census van 1995 is het aantal mensen met 4.362 (24,3%) toegenomen.

De bevolkingsdichtheid van Allen was ten tijde van de laatste census, met 22.334 inwoners op 47,6 km², 469,2 mensen per km².